# منليك الثاني
الإمبراطور مـِنـِليك الثاني (17 أغسطس 1844- 12 ديسمبر 1913). كان واحدًا من أعظم أباطرة إثيوبيا. وقبل ذلك كان نگوس شوا (1866-1889) ثم نگوسا نگاست إثيوپيا من 1889 حتى وفاته. نجح منليك الثاني في توسيع رقعة البلاد وتحديثها، وجعل إثيوبيا بلدًا مستقلاً في وقت كانت فيه القوى الأوروبية تتصارع لتأسيس مستعمرات لها في إفريقيا.
ولد منليك بالقرب من مدينة أديس أبابا الحالية.

## حكمه
في عام 1889م، أصبح إمبراطورًا لإثيوبيا خلفًا ليوحنس الرابع. وفي العام نفسه وقع معاهدة ويشيل مع إيطاليا. أسست هذه المعاهدة الحد الفاصل بين الأقاليم الإثيوبية والممتلكات الاستعمارية الإيطالية على امتداد ساحل البحر الأحمر. ولكن على أية حال، فقد بدأت إيطاليا بعد وقت قصير من توقيع المعاهدة، في التغلغل داخل الأراضي الإثيوبية، مما دفع منليك إلى إلغاء المعاهدة في عام 1893م. وفي عام 1896م حقق الإمبراطور مينليك نصرًا حاسمًا على الإيطاليين في معركة عدوة. وتمثل هذه المعركة معلمًا بارزًا بوصفها المرة الأولى التي يهزم فيها جيش إفريقي، إحدى القوى الأوروبية الرئيسية الحديثة. وعلى إثرها، اعترفت القوى الاستعمارية الكبرى باستقلال إثيوبيا.
ركز مينليك بعد ذلك على التوسع بضم أقاليم جديدة، والعمل على تحديث إثيوبيا، حيث استطاع الاستيلاء على معظم الأراضي الواقعة إلى الجنوب، وأسس عاصمة جديدة للبلاد هي أديس أبابا. وبدأ العمل في تشييد خط للسكك الحديدية ربط بين أديس أبابا وجيبوتي بعد اكتماله. كما قام أيضًا بتطوير التجارة وأسس أول المدارس والمستشفيات الحديثة في إثيوبيا.

## مَراجع إضافيَّة
- David Levering Lewis. "Pawns of Pawns" in The Race to Fashoda. New York: Weidenfeld and Nicolson, 1987. ISBN 1-55584-058-2
- Chris Prouty. Empress Taytu and Menilek II: Ethiopia 1883-1910. Trenton: The Red Sea Press, 1986. ISBN 0-932415-11-3

| سبقه يوحنس الرابع | أمبراطور اثوبيا 1889م - 1913م | تبعه ليج إياسو |